# Opération Starkey
Pour les articles homonymes, voir Starkey.
Pendant la Seconde Guerre mondiale, l’opération Starkey  est une composante du Plan Cockade, imaginé par la LCS et conduit par les forces alliées pour faire croire aux Allemands que le débarquement allié aurait lieu ailleurs qu’en Normandie. L’opération Starkey consiste à faire croire qu’il aurait lieu dans le Pas-de-Calais le 9 septembre 1943. 
L’opération Starkey comprend des bombardements ciblés du 15 au 21 août, des raids dans le Pas-de-Calais à partir du 20 août et une recrudescence des parachutages d’armes aux réseaux action de Résistance, en juin.
Parmi les sites atteints par les bombardements :
- L'aérodrome du Bourget. Situé au nord de Paris, cet aérodrome a subi d'importants bombardements allemands en 1940, puis il est devenu une base aérienne allemande, il est une cible privilégiée des bombardements britanniques et américains. Le 16 août 1943, l'aviation américaine rase l'aérodrome, mettant ses deux pistes hors service[2] et endommageant des bâtiments aux alentours comme l'hôtel de ville. Dugny, commune voisine, est presque totalement détruite, avec son église et sa mairie[3],[4]. L'opération est menée de 10 h 20 à 10 h 35 par 169 bombardiers américains qui en trois vagues larguent 900 tonnes de bombes (2 649 engins)  : 18 immeubles et 24 pavillons sont rayés de la carte, et environ 800 bâtiments partiellement endommagés[5]. Le bilan humain est proche de 200 morts[6]. Toute la partie nord du Bourget est également touchée : l'église est détruite ainsi que des pavillons route de Bonneuil, allée des Marronniers et route du Moulin. On compte plus d'une quinzaine de morts et de nombreux blessés. Des bombes tombent aussi sur Le Blanc-Mesnil et même le fort de Stains[7].

- La ville du Portel, près de Boulogne-sur-Mer (Pas-de-Calais), est détruite à 95 %, avec 500 victimes[8],[9],[10].

- Autres bombardements réalisés : du 15 au 21 août : Abbeville, Bernay, Calais, Beaumont-le-Roger, Denain ; du 29 août au 5 septembre : Rouen, Abbeville, Amiens, tous les terrains du nord de la France, de la Belgique et des Pays-Bas ; à partir du 6 septembre : Orléans, Conches, Rouen, Abbeville, Boulogne-sur-Mer, terrains principaux et de dégagement le long de la côte (de la Normandie aux Pays-Bas), nœuds ferroviaires du nord de la France, de la Haute-Normandie, de la Belgique et des Pays-Bas.